# توماس بيسكوب
توماس بيسكوب (بالإنجليزية: Thomas Biskup)‏ (من مواليد 2 يوليو 1971) وهو مهندس برمجيات ألماني وعالم كمبيوتر. وهو مؤسس ومطور "Ancient Domains of Mystery" ولعبة الفيديو روجلايك.
يعد توماس بيسكوب الرئيس التنفيذي لشركة البرمجيات الألمانية QuinScape. ويعيش حالياً في فيتن، ألمانيا.

## وصلات خارجية
- RPGVault interview
- Personal website